# Torres de Alcalá
Torres de Alcalá (en árabe: طوريس القلعة‎) es una localidad marroquí perteneciente al municipio de Beni Bu Frah, en la región de Tánger-Tetuán-Alhucemas. Desde 1912 hasta 1956 perteneció a la zona norte del Protectorado español de Marruecos.

## Historia

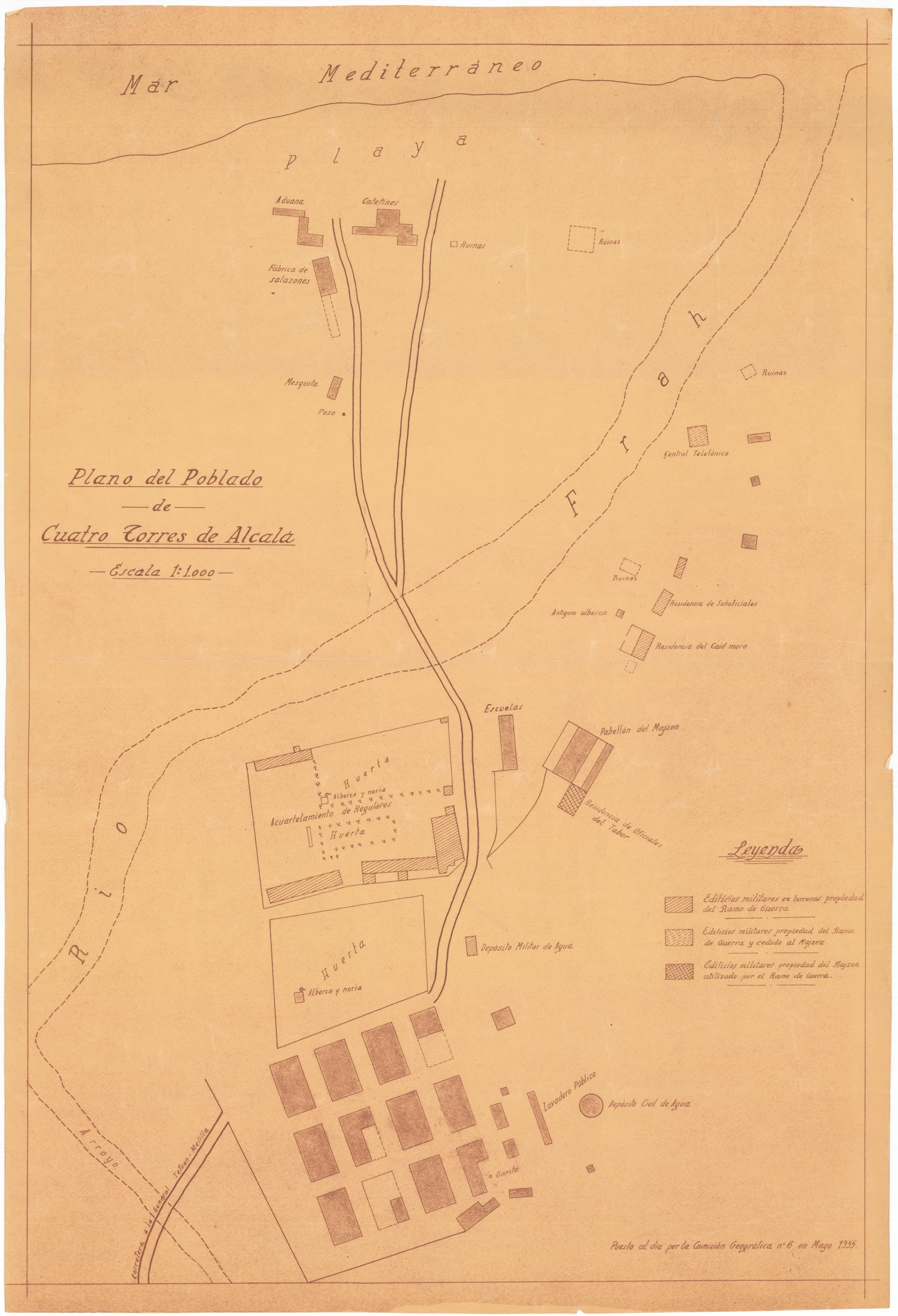
Plano Torres de Alcalá (1955) del Servicio Geográfico del Ejército.

Fue ocupada por España en 1563 y 1564, durante los asedios al Peñón de Vélez de la Gomera.
En época del protectorado español de Marruecos albergó el cuartel del 5º Grupo de Regulares de Alhucemas. 